# Kinderschutz (Verein)
Kinderschutz e. V. ist ein im März 1901 in München gegründeter Träger der Kinder- und Jugendhilfe.

## Geschichte und Gegenwart
Am 3. März 1901 wurde der Verein Kinderschutz e.V. von Münchner Frauen und Männern ins Leben gerufen, um Kinder und Jugendliche in ihrer Entwicklung zu fördern. Der Schriftsteller, Journalist und Verleger Georg Hirth war Gründungsvorsitzender. In den Gründungsjahren lag der Schwerpunkt der Arbeit in der Heimerziehung, getrennt nach Mädchen und Jungen, sowie in der Betreuung von Lehrlingen in einem Lehrlingsheim. Sein Nachfolger war der Pädiater Carl Seitz, der bis 1921 dem Verein vorstand. Bald konnte der neu gegründete Verein im Schloss Hohenaschau eine Erziehungsanstalt für Mädchen eröffnen. Die Räumlichkeiten stellte Freiherr Theodor Cramer-Klett zur Verfügung. Dem folgte durch eine großzügige Schenkung von Marie Gräfin Wilding de Radali eine Erziehungsanstalt für Jungen in Niederaltenburg, Gemeinde Weyarn. Im Jahr 1921 wurde Amalie Nacken stellvertretende Vorsitzende. Amalie Nacken, die eine Mitgliedschaft des Vereins im 1924 ins Leben gerufenen Paritätischen Wohlfahrtsverband maßgeblich unterstützte, ermöglichte durch eine Stiftung die Errichtung eines Knabenheims in München-Pasing, dessen Betrieb 1939 eingestellt wurde, sowie eines Mädchenheims in Dachau. Das nach ihr benannte Amalie Nacken Kinderheim wurde 2010 aufgelöst.

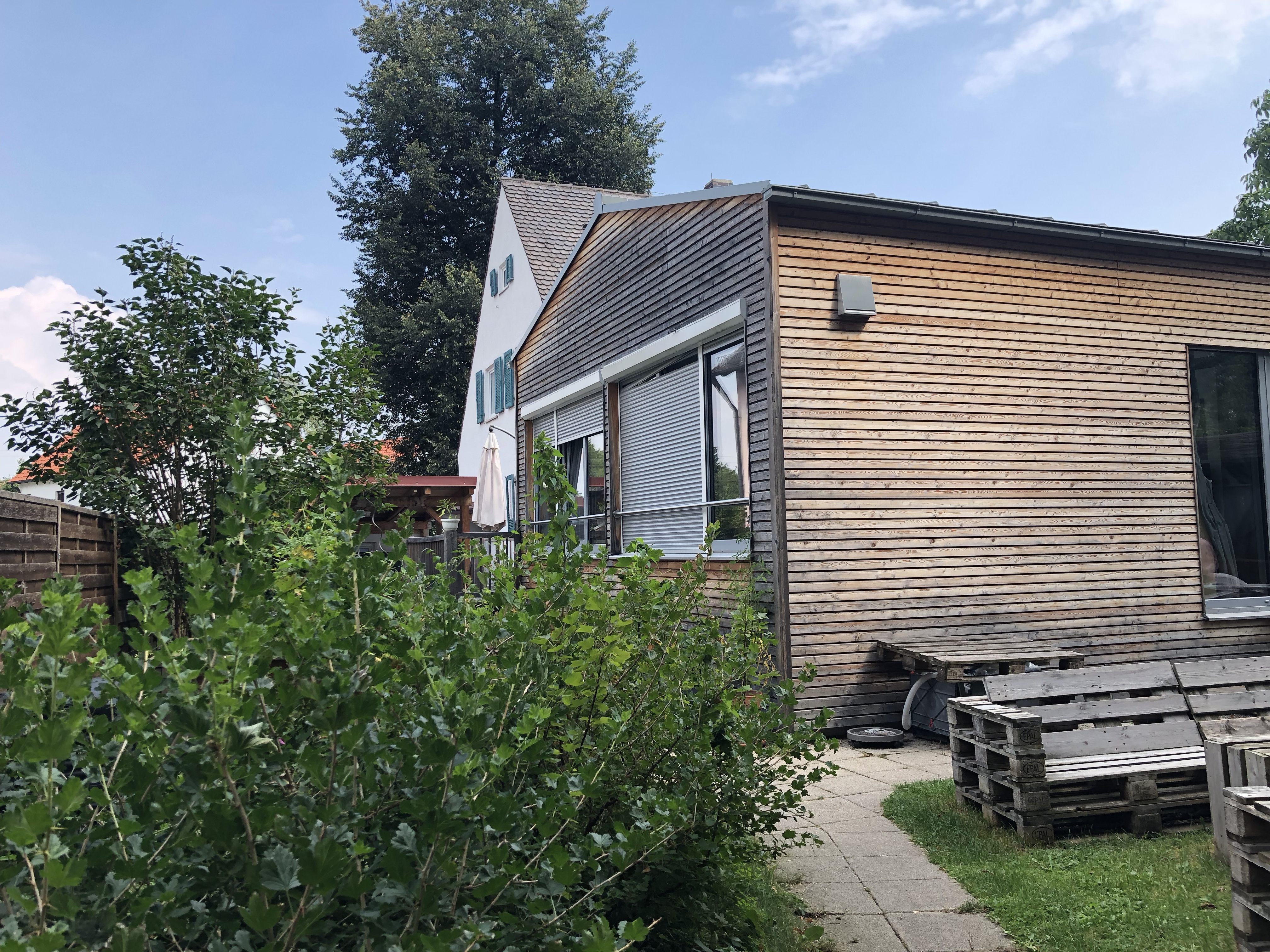
Eine Wohngruppe des Vereins im Münchner Norden

Im Jahr 1936 wurde der Verein unter Wahrung seiner Selbstständigkeit der Nationalsozialistischen Volkswohlfahrt (NSV) angegliedert und ein Parteimitglied sowie Beauftragter der NSV in den Vorstand berufen. Drei Jahre später unterstellten die Machthaber den Verein der Aufsicht des Oberbürgermeisters der Stadt München. Im Zweiten Weltkrieg zerstörten Bombenangriffe die Geschäftsstelle. Nach 1945 erhielt der Kinderschutz e. V. durch den Paritätischen Wohlfahrtsverband organisatorische, personelle und finanzielle Unterstützung. Seine Hauptaufgabe bestand in der Übernahme von Vormundschaften für Kinder und Jugendliche, die ihre Eltern durch die Kriegswirren verloren hatten. In der ersten Mitgliederversammlung nach dem Zweiten Weltkrieg, am 7. Oktober 1948, wurde eine Namensänderung beschlossen. Fortan nannte sich der Verein Kinderschutz und Mutterschutz e. V. Eine entsprechende Satzungsänderung bestimmte, dass der Verein zukünftig auch Müttern, die häufig bereits berufstätig waren, und ihren Kindern in schwierigen Lebenssituationen Beratung und Betreuung anbietet. Im Jahr 1952 konnte durch Mittel der Elly-Heuss-Knapp-Stiftung in Siegsdorf ein Müttergenesungswerk eröffnet werden. Im Jahr 2008 beschloss die Mitgliederversammlung eine weitere Namensänderung. Nach 60 Jahren kehrte der Verein wieder zu seinem ursprünglichen Namen aus dem Jahr 1901 zurück: Kinderschutz e. V.
Der Verein ist überparteilich und überkonfessionell und hat über 650 Mitarbeiter in 50 Einrichtungen in und um München.

## Tätigkeitsfelder
Die Angebote der stationären Jugendhilfe haben sich nach dem Zweiten Weltkrieg stark verändert. Die Notwendigkeit zur familienergänzenden Betreuung und Versorgung von Kindern und Jugendlichen „rund um die Uhr“ ist jedoch so aktuell wie damals.
Heute ist der Verein in folgenden Bereichen aktiv:
- Ambulante Erziehungshilfe
- Betreute Wohnformen
- Soziale Arbeit an Schulen
- Stationäre Erziehungsangebote
- Tiergestützte Erziehungsangebote
- Teilstationäre Angebote
- Beratung bei sexuellem Missbrauch
- Migration - Geflüchtete
- Sozialräumliche Angebote für Kinder, Familien und Nachbarschaft
- Vormundschaft
- Rechtliche Betreuung
- Psychosoziale Prozessbegleitung
- Kindertageseinrichtungen

## Vorsitzende des ehrenamtlichen Vorstands
- 1901–1902: Georg Hirth
- 1902–1921: Carl Seitz
- 1921–1934: Josef Meier
- 1934–1940: Friedrich Ehrlicher
- 1945–1950:  Elisabeth Schweitzer
- 1951–1954: Anna Endres
- 1954–1965: Richard Messerer
- 1965–1977: Kurt Seelmann
- 1977–1979: Ingeborg Massinger
- 1979: F. J. Wittmann
- 1980–1999: Günther Speckner
- 1999–2011: Gernot Wiegand

Anfang des Jahres 2012 wurde die Vereinsstruktur verändert. Dem Verein steht ein geschäftsführender Vorstand und ein ehrenamtlicher, von den Mitgliedern gewählter Aufsichtsrat vor.

## Gemeinnützigkeit
Der Verein wird vorwiegend durch öffentliche Mittel finanziert und verfolgt ausschließlich und unmittelbar gemeinnützige und mildtätige Zwecke zu Gunsten der Allgemeinheit.